# October Sky
October Sky er en amerikansk film fra 1999 instrueret af Joe Johnston efter Homer Hickams erindringsbog Rocket Boys. Filmen har Jake Gyllenhaal, Chris Cooper og Laura Dern i hovedrollerne.

## Medvirkende
| Skuespiller       | Rolle             |
| ----------------- | ----------------- |
| Jake Gyllenhaal   | Homer Hickam      |
| Chris Cooper      | John Hickam       |
| Laura Dern        | Miss Frieda Riley |
| Chris Owen        | Quentin Wilson    |
| William Lee Scott | Roy Lee Cooke     |
| Chad Lindberg     | Sherman O'Dell    |
| Natalie Canerday  | Elsie Hickam      |
| Randy Stripling   | Leon Bolden       |
| Chris Ellis       | John Turner       |
| Elya Baskin       | Ike Bykovsky      |
| O. Winston Link   | Railroad engineer |
| Andy Stahl        | Jack Palmer       |

## Ekstern henvisning
- October Sky på Internet Movie Database (engelsk)
- October Sky på Filmdatabasen
- October Sky på Scope
- October Sky i Svensk Filmdatabas (svensk)
- October Sky på AlloCiné (fransk)
- October Sky på MovieMeter (nederlandsk)
- October Sky på AllMovie (engelsk)
- October Sky hos American Film Institute (engelsk)
- October Sky på Turner Classic Movies (engelsk)
- October Sky på The Movie Database (engelsk)